# Republic Plaza (Денвер)
Republic Plaza (произносится Репа́блик Пла́за) — офисный небоскрёб, расположенный по адресу: 370 17-я улица, Денвер, Колорадо, США. Высота — 218 метров, 56 этажей. Самое высокое здание города, штата и вообще в регионе Скалистых гор (с 1984 года по настоящее время); занимает 117-е место по высоте в США (по состоянию на 2015 год).

## История, описание
Окончание строительства и открытие здания состоялись в 1984 году. 27 октября 2007 года верхние двадцать этажей впервые были подсвечены огромными пурпурными буквами C и R в честь дебюта местной бейсбольной команды «Колорадо Рокиз» в Мировой серии.
Для облицовки здания был использован гранит с острова Сардиния.
Ежегодно в последнее воскресенья февраля Американская лёгочная ассоциация проводит в небоскрёбе состязание на скоростной бег по лестнице. К примеру, в 2012 году в забеге приняли участие около 2400 человек, было собрано пожертвований на сумму около полумиллиона долларов.
По состоянию на 2014 год 95,2 % офисов здания были в использовании: крупнейшие арендаторы — Encana и DCP Midstream, вдвоём они арендуют около половины всех офисов на длительный срок.
Основные параметры
- Строительство — окончено в 1984 году
- Высота — 217,6 метров
- Этажность — 56 этажа
- Площадь помещений — 114 745 м²[4] (в том числе ок. 110 000 м² — офисы, остальное — магазины и рестораны). По другой информации — 114 503 м²[5].
- Лифтов — 28 + 2 эскалатора
- Парковка — 206 машино-мест
- Архитектор — Skidmore, Owings & Merrill
- Владельцы — Brookfield Office Properties[англ.] (50 %) и MetLife (50 %)[3]
- Главный застройщик — Brookfield Office Properties[англ.][6]